# حزام الزهرة

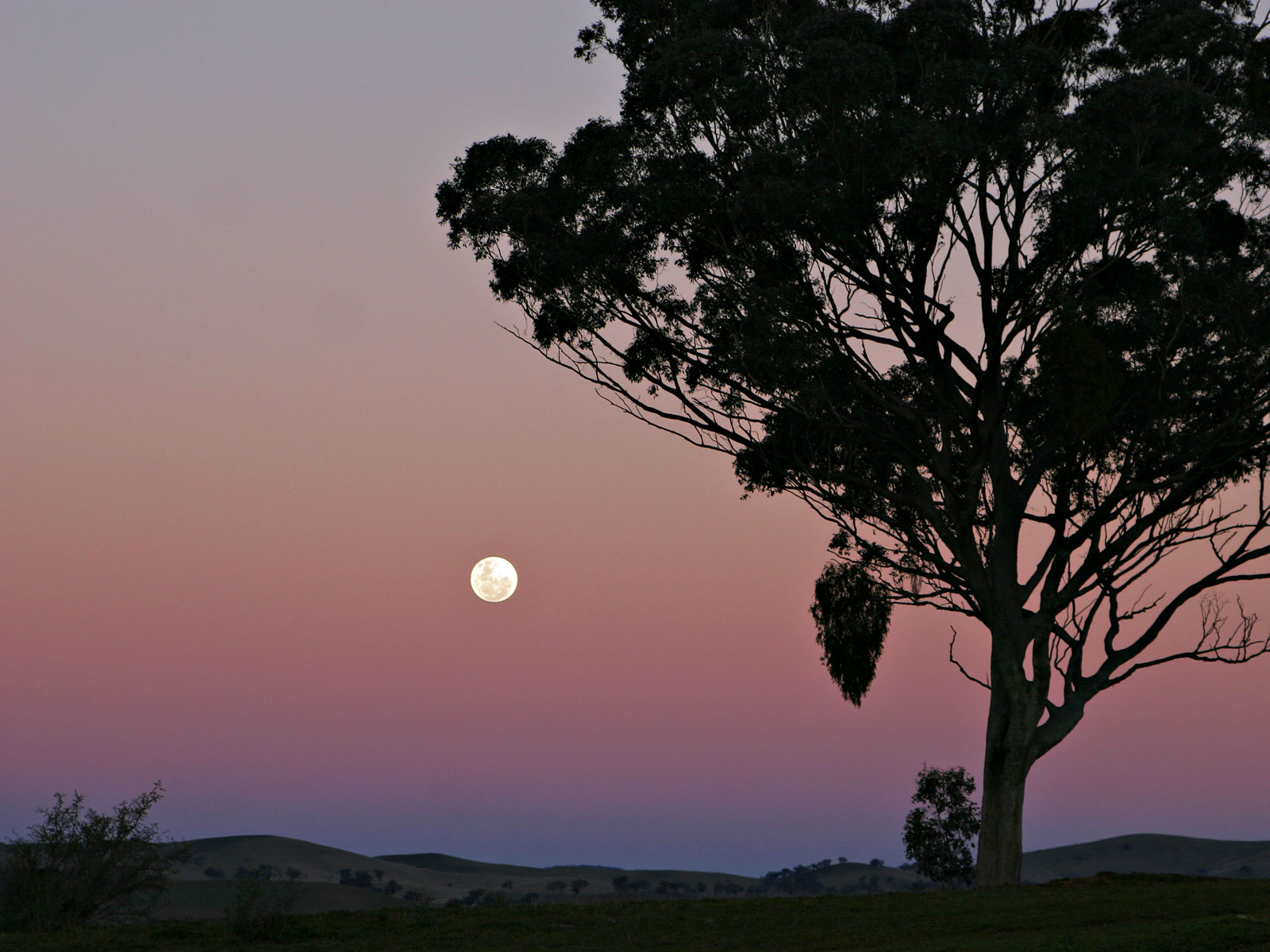
القمر كما يرى، خلال «حزام الزهرة»

حزام الزهرة أو شفق اسفين (بالإنجليزية:  Twilight Wedge)‏ هي ظاهرة الغلاف الجوي ترى قبل وقت قصير من شروق الشمس أو بعد وقت قصير من غروب الشمس الجزء الملاحظ يكون قريب محاط بوهح وردي (أو قوس من الشفق المضاد) الذي يمتد إلى ما يقارب من 10-20 فوق الأفق مثل شفق ألبي من أشعة الشمس المحمرة يخلق أيضا حزام من الزهرة، والإضاءة المباشرة من الغيوم والهباء الجوي الذي يخلق الشفق تحوم منخفضة في الغلاف الجوي وخلق النطاق الافقي الاحمر المرئي بعد غروب الشمس مباشرة أو قبل شروق الشمس، عكس الوهح أشعة الشمس تنكسر في جسيمات الغبار الناعمة التي تخلق قوس زهري من حزام كوكب الوهرة تحوم عالية في الغلاف الجوي ويدوم ذلك طوبلا بعد عروب الشمس أو قبل شروق الشمس بفترة طويلة، حزام كوكب الزهرة هو وهج حقيقي مرئي في الشفق بالقرب من نقطة الطاقة الشمسية المضادة. غالبا ما يتم فصل الوهج من الأفق بطبقة مظلمة أو ظل الأرض أو جزء مظلم
و يرجع اللون الوردب الفاتح إلى اللون الخلفي من تشتت الضوء الأحمر من ارتفاع أو غروب الشمس ويمكن رؤية تأثير مماثل في كسوف الشمس الكلي، الضوء الفلكي الذي يسببه انعكاس أشعة الشمس من الغبار بين الكواكب في النطام الشمسي هو أظبضا طاهرة مماثلة.
بشير اسم هذه الظاهرة إلى الحزام النسوي أو حزام شريط الثدي من اليونانبة القديمة «أفروديت» الهة الحب والجمال عادة تساوي الهة الرومان

## معرض صور

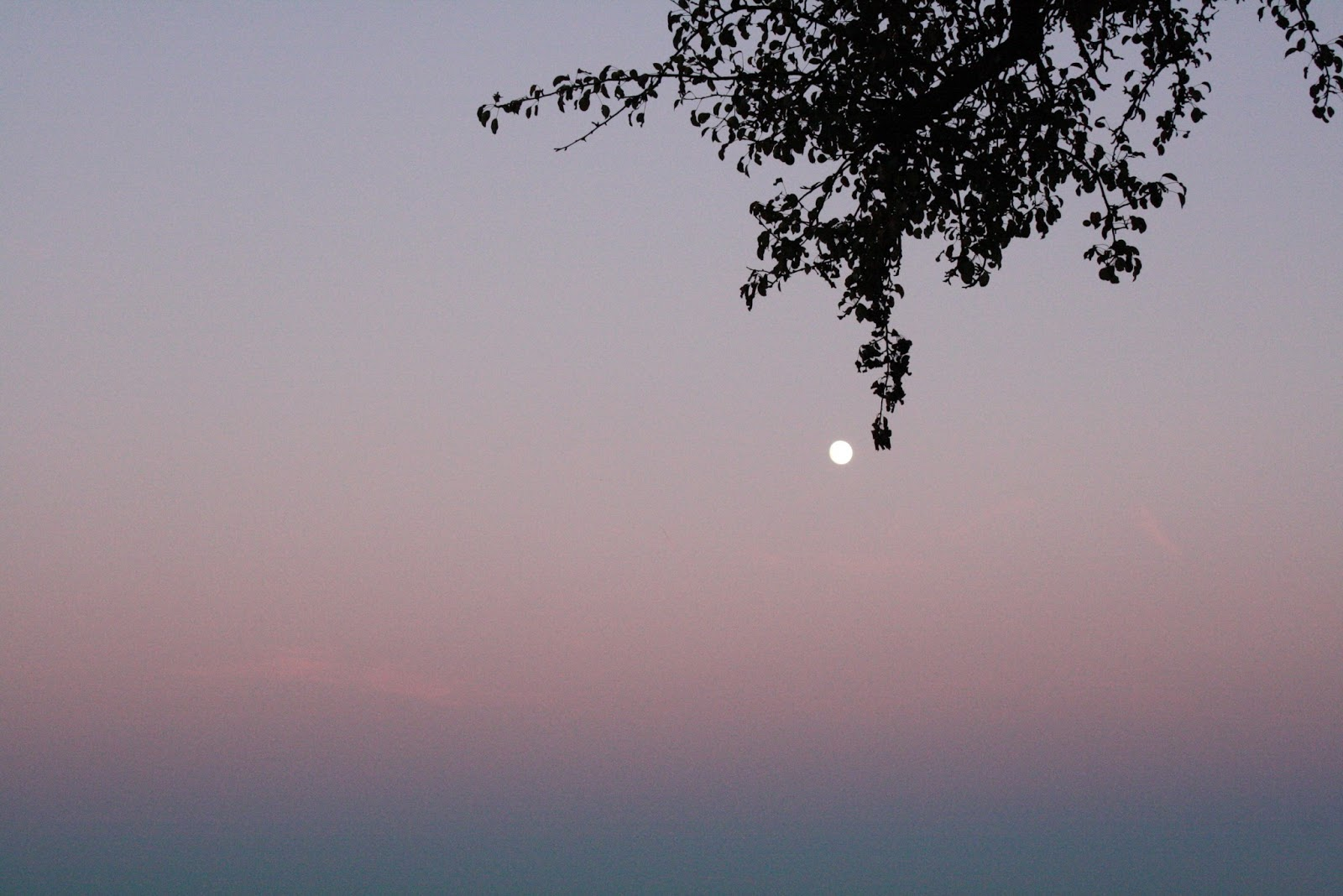
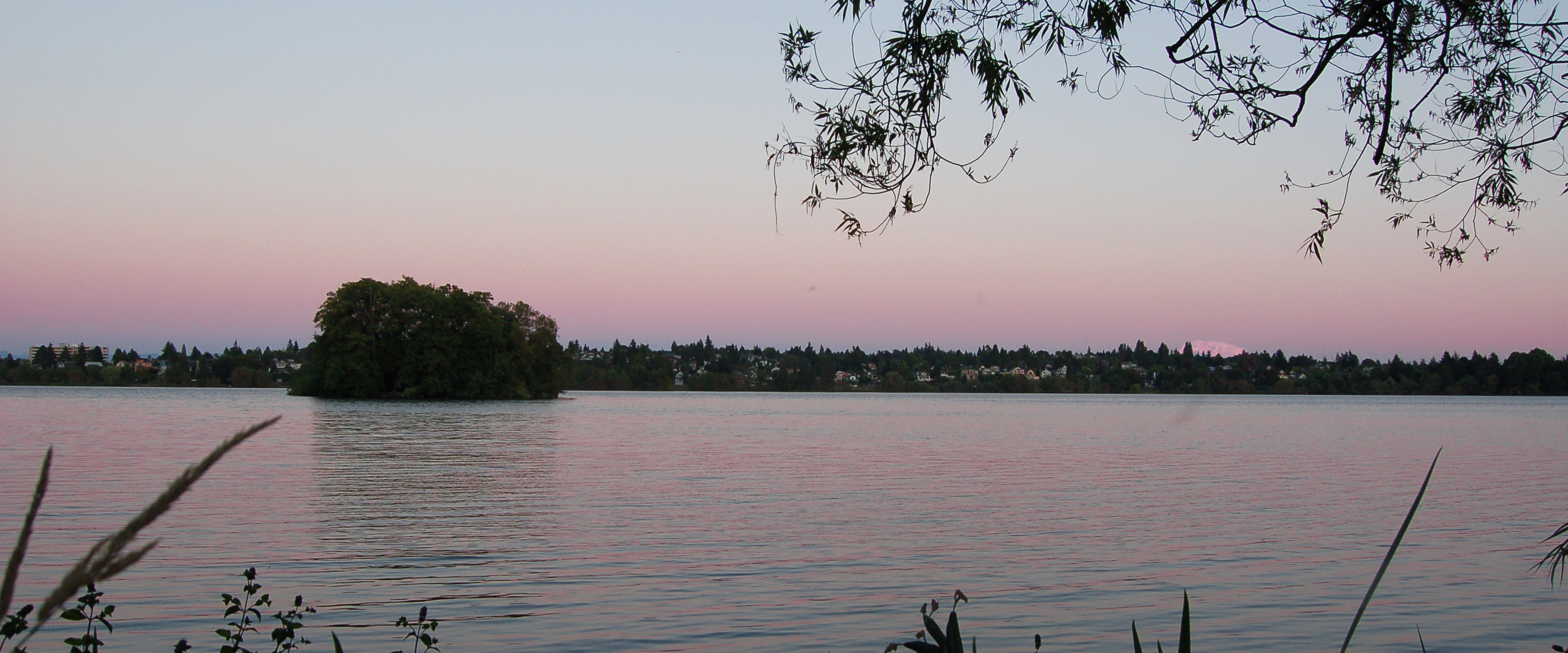
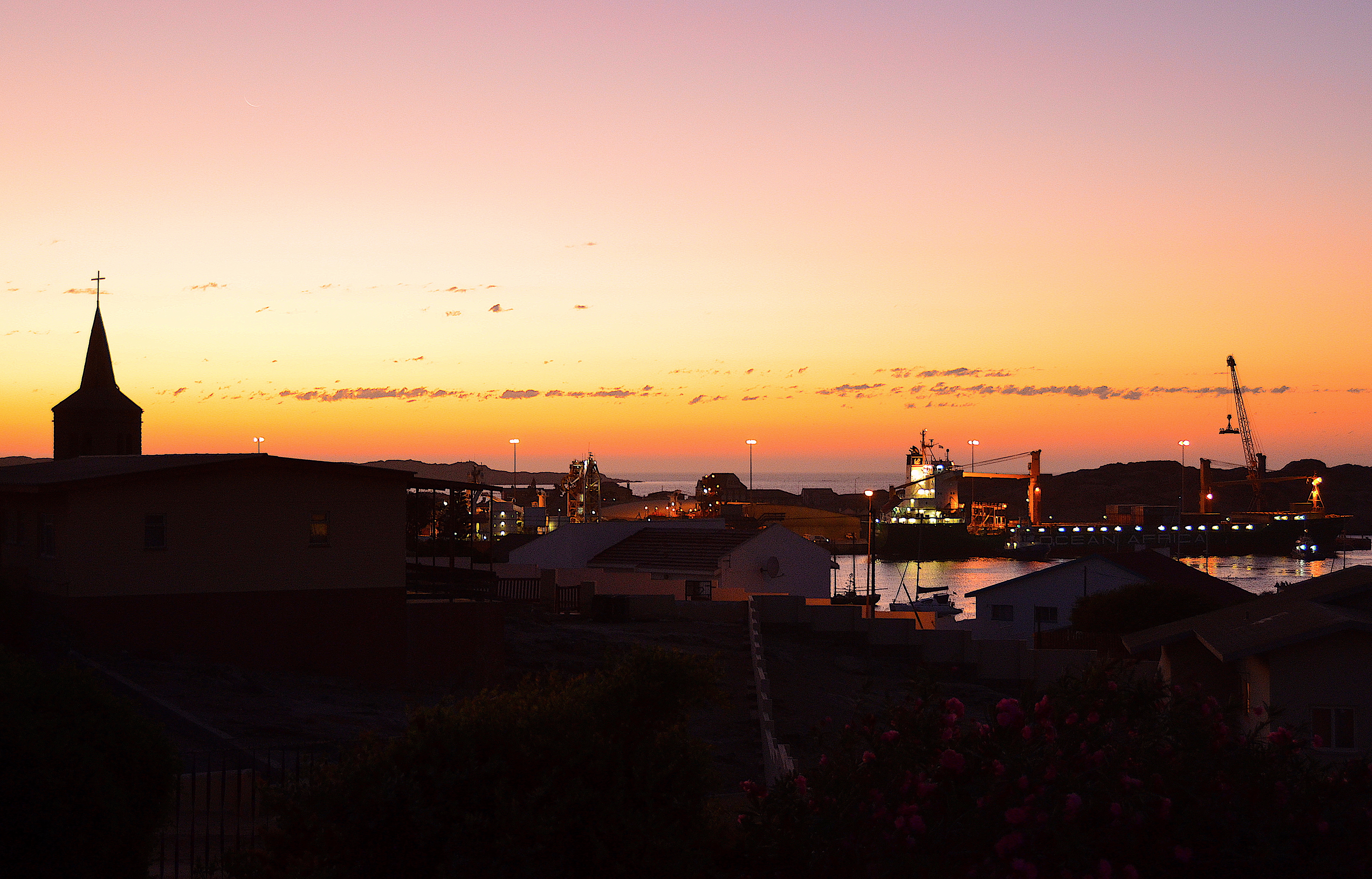

## روابط خارجية
1. ↑  Twilight wedge نسخة محفوظة 07 نوفمبر 2017 على موقع واي باك مشين.

- Nemiroff، R.؛ Bonnell، J.، المحررون (23 يوليو 2006). "The Belt of Venus over the Valley of the Moon". صورة اليوم الفلكية. ناسا.
- Nemiroff، R.؛ Bonnell، J.، المحررون (7 فبراير 2012). "The Belt of Venus Over Mercedes, Argentina (scroll to right of image for best view)". صورة اليوم الفلكية. ناسا.
- Shadow of Earth, Belt of Venus as seen over Half Dome, Yosemite National Park, displayed in an interactive panorama. Scroll to the very bottom of the post to view, after all other Yosemite panoramas. نسخة محفوظة 27 مارس 2017 على موقع واي باك مشين.